# Petrus von Hötzl

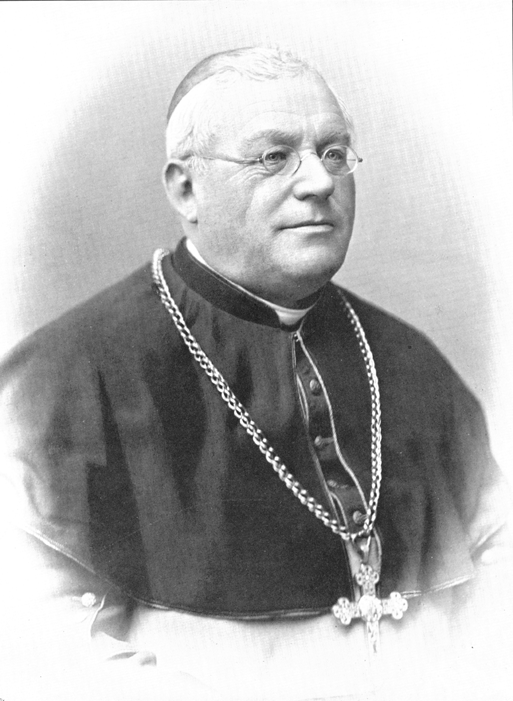
Petrus von Hötzl

Petrus Alcantara Hötzl, seit 1895 Ritter von Hötzl, (* 6. August 1836 in München als Alois Matthias Hötzl; † 9. März 1902 in Augsburg) war von 1895 bis 1902 Bischof von Augsburg.

## Leben
Petrus von Hötzl wurde als Sohn eines Postbeamten in München geboren, wo er auch die Volksschule und das Gymnasium besuchte. Die letzte Klasse absolvierte er in Freising. Vor der Entscheidung einen Beruf zu ergreifen, entschied er sich für das Klosterleben und trat am 27. Oktober 1857 ins Franziskanerkloster in München ein, wo er den Ordensnamen Petrus Alcantara (nach dem Heiligen Petrus von Alcantara) annahm. Er studierte an der Universität Theologie und Philosophie und wurde am 30. März 1860 zum Priester geweiht.
Nach einigen Jahren in der Seelsorge in den Klöstern zu Dietfurt und Landshut wurde er nach München zurückberufen, um als Lektor philosophische und theologische Vorlesungen zu halten. Fast 30 Jahre war er in dieser Position tätig und hat die Priesterausbildung deutlich geprägt.
1891 wurde von Hötzl zum Provinzial der Bayerischen Franziskanerprovinz gewählt und 1894 in diesem Amt bestätigt. Am 7. November 1894 wurde er von Prinzregent Luitpold als Bischof von Augsburg vorgeschlagen, worauf am 18. März 1895 die feierliche Präkonisation durch Papst Leo XIII. erfolgte. Die Weihe zum Bischof fand am 1. Mai 1895 im Augsburger Dom durch den Erzbischof von München und Freising Antonius von Thoma statt.

## Veröffentlichungen
Während seiner Zeit als Lektor gab er unterschiedlichste theologische und historische Schriften heraus, u. a.:
- 1876: Das kleine Offizium U. l Frau, für Verständnis und Betrachtung ausgelegt.
- 1870: Die Geschichte der Pfarrei und Klosterkirche St. Anna.
- 1881: Esau und Jakob, eine Studie über biblische Typik und Kasuistik.
- 1896: Dioecesis Augustana jussu illustrissimi ac reverendissimi domini domini.

Auch als Herausgeber betätigte er sich unter anderen für Berthold von Regensburgs Sermones ad religiosos 1882.

## Titel und Ehrungen
- Monsignore
- Päpstlicher Thronassistent
- Römischer Graf
- Verdienstorden vom Hl. Michael 2. Klasse
- Ritter des Verdienstordens der Bayerischen Krone
- Reichsrat von Bayern